# San José las Rosas
San José las Rosas är en ort i Mexiko.   Den ligger i kommunen Comitán Municipality och delstaten Chiapas, i den sydöstra delen av landet, 800 km öster om huvudstaden Mexico City. San José las Rosas ligger 2 236 meter över havet och antalet invånare är 204.
Terrängen runt San José las Rosas är kuperad. Runt San José las Rosas är det ganska tätbefolkat, med 100 invånare per kvadratkilometer. Närmaste större samhälle är Comitán, 19,4 km söder om San José las Rosas. I omgivningarna runt San José las Rosas växer i huvudsak blandskog.